# Pero torna
Pero torna là một loài bướm đêm trong họ Geometridae.